# Basket Club Nord Ardèche
El BC Nord Ardèche es un equipo de baloncesto francés con sede en la ciudad de Annonay, que compite en la Pré-Nationale Masculine. Disputa sus partidos en la Halle Guy Lachaud - Déomas, con capacidad para 325 espectadores.

## Historia
El club nace en 2005 tras la fusión de Talencieux Sport Basket y Union Sportive de Basket Annonéen

## Posiciones en liga
- 2009 - (6-NM2)
- 2010 - (12-NM2)
- 2011 - (8-NM2)
- 2012 - (8-NM2)
- 2013 - (9-NM2)
- 2014 - (10-NM2)
- 2015 -(10-NM2)
- 2016 -(13-NM2)
- 2017 -(NM3)
- 2018 -()
- 2019 -(NM3)

## Jugadores Históricos
| - Audrius Maneikis - Bojan Tadic - Yacouba Touré - Patrick Mageot - Kyle Baxter - Kemal Avdic - Mamadou Diaw |